# Ази на Марни
Ази на Марни (фр. Azy-sur-Marne) насеље је и општина у североисточној Француској у региону Пикардија, у департману Ен (Пикардија) која припада префектури Шато Тјери.
По подацима из 2011. године у општини је живело 396 становника, а густина насељености је износила 142,45 становника/km². Општина се простире на површини од 2,78 km². Налази се на средњој надморској висини од 60 метара (максималној 202 m, а минималној 57 m).

## Демографија
| 1962. | 1968. | 1975. | 1982. | 1990. | 1999. | 2011. |
| ----- | ----- | ----- | ----- | ----- | ----- | ----- |
| 200   | 222   | 286   | 326   | 372   | 381   | 396   |

График промене броја становника у току последњих година